# ریگون
ریگون، روستایی از توابع بخش مرکزی سپیدان در استان فارس ایران است.
معنی این روستا در زبان لری شاخه بختیاری از دوش بخش 
رِی و گان تشکیل شده ری با معنای برکت است و گان به معنای محل 
پس مساوی می‌شود با محل برکت به احتمالی قدیمی تر ها به این خاطر نام منطقه را ریگون گذاشتند که چون چشمه های زیادی داشت 
آبادی ریگون در آن زمان دو جوب آب داشت و یک جوب از آن برای آبادی پایین دست یا دهکنه می رود هم چنین یک جوی آب دیگر نیز دارد که برای روستا بردزرد می رود 

## جمعیت
این روستا در دهستان خفری قرار دارد و براساس سرشماری مرکز آمار ایران سرشماری عمومی نفوس و مسکن (۱۳۹۵)، جمعیت آن 1349نفر (330 خانوار) بوده‌است.